# Atelorias
Atelorias is een geslacht van zeesterren uit de familie Goniasteridae.				

## Soort
- Atelorias anacanthus Fisher, 1911